# Mar polar obert

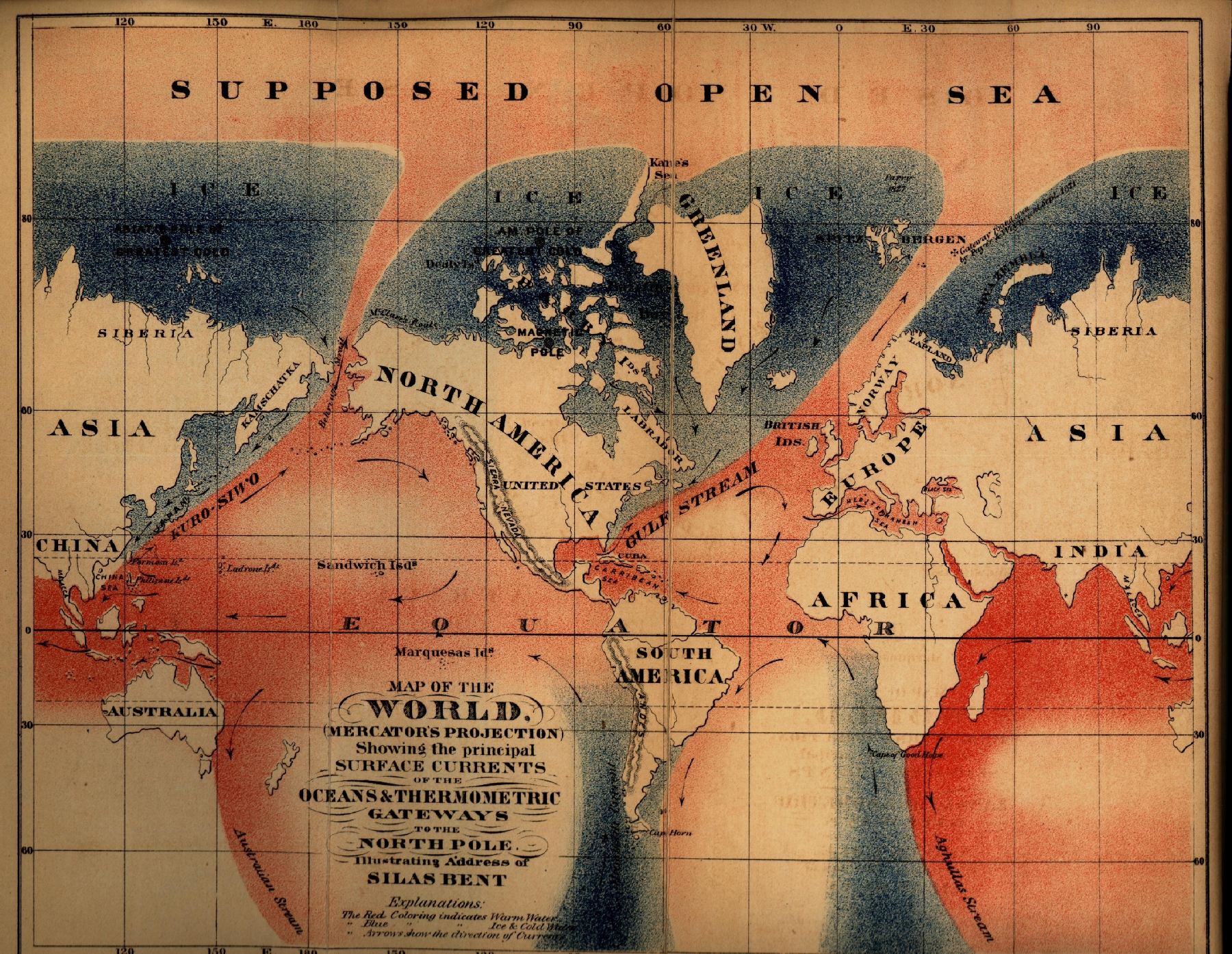
Mapa de Silas Bent de 1872, amb el suposat mar polar obert.

El mar polar obert fou una hipòtesi científico-geogràfica que esperava trobar un oceà lliure de gel envoltant el pol Nord. Aquesta mai provada teoria, que finalment es demostraria ser falsa i avui en dia es considera obsoleta, fou acceptada durant molt temps i va fer que moltes expedicions d'exploració geogràfica la utilitzessin com a justificació per intentar arribar al Pol Nord per mar, i també per trobar una ruta marítima navegable entre Europa i el Pacífic a través del Pol Nord.

## Antecedents
La teoria que la regió del Pol Nord podria ser una ruta marítima practicable es remunta, com a mínim, al segle xvi, quan fou suggerida per Robert Thorne. Alguns experts navegants, com Willem Barents (1550-57) i Henry Hudson (1565 -1611), també creien en la seva existència. Durant un temps la teoria fou abandonada degut a l'experiència pràctica dels navegants que es trobaven sempre amb el gel impenetrable en quant es dirigien cap al nord. Però la idea fou recuperada de nou durant el segle xix per alguns geògrafs teòrics, com l'estatunidenc Matthew Fontaine Maury (1806-73) i l'alemany August Petermann (1822–78). En aquell moment hi havia un gran interés per l'exploració polar degut a la recerca de l'expedició perduda de Franklin el 1845, i molts aspirants a exploradors polars van recuperar aquella idea, en especial Elisha Kent Kane (1820–57), Isaac Israel Hayes (1832-81) i George Washington DeLong (1844-81). Es creia que un vaixell una vegada aconseguís deixar enrere les regions amb la gruixuda capa de gel que havien descrit anteriors exploradors es trobarien un mar temperat.

## Justificació de la teoria
Avui en dia se sap que el Pol Nord està cobert per una gruixuda capa de gel, cosa que fa que la idea del mar polar obert sembli ridícula, però durant diversos segles la teoria fou molt popular i els seus partidaris van justificar-la fent servir diversos arguments: 
- donat que el gel marí es forma sols en la proximitat de la terra (això també és una falsa teoria), si no hi hagués terra prop del Pol Nord no hi hauria gel.
- donat que durant l'estiu àrtic el sol llueix ininterrompudament la calor hauria de desfer tot el gel.
- el fet que els exploradors russos haguessin trobat grans zones de mar obert al nord de l'arxipèlag Svalbard, feia suposar que en altres zones també existissin zones de mar obert.
- la hipòtesi que els corrents càlids cap al nord, com ara el corrent del Golf i el corrent de Kuroshio haurien de sortir a la superfície i donar lloc a un mar lliure de gel prop del Pol, elaborada per Maury, Petermann i altres científics que estudiaren els corrents oceànics durant el segle xix.
- l'extrapolació de les lectures de temperatures preses a les regions subpolars, cosa que indicava que les regions més fredes estarien situades al voltant dels 80° de latitud nord, enlloc que al mateix Pol.
- els patrons de migració de certs animals, que semblaven indicar que la regió polar era un lloc acollidor per viure.

## Descrèdit

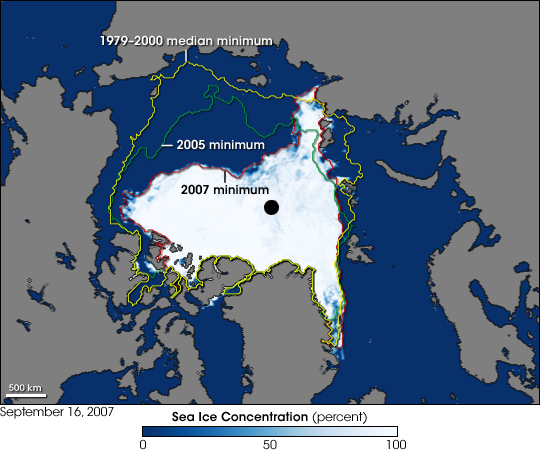
Contracció de l'Àrtic a partir del 2007 en comparació amb anys anteriors. El mar polar obert, una falsa teoria geogràfica, hauria d'haver ocupat l'espai del gel àrtic.

La teoria del mar polar obert fou desacreditada a poc a poc pel continuat fracàs de les expedicions que intentaven navegar per aquell mar polar des del 1810 fins a la dècada de 1880. Els informes de diversos exploradors al voltant de l'existència d'aigües obertes en alguns trams de l'estret de Nares —com Elisha Kent Kane o Isaac Israel Hayes—, augmentaren l'optimisme en la teoria durant els anys 1850 i 1860. El suport inicial de DeLong va desaparèixer quan, navegant a bord del USS Jeannette per l'estret de Bering amb l'esperança de trobar una porta oberta al Pol Nord (veure Expedició Jeannette), fou rebut per un mar continu de gel. Després d'una llarga deriva, el gel triturà el Jeannette i els supervivients tornaren a casa amb notícies de primera mà d'un mar cobert de gel polar. Altres exploradors, com el britànic George Nares (1831-1915) també ho confirmaren. Quan Fridtjof Nansen (1861-1930) i Otto Sverdrup (1854-1930), atrapats a la banquisa polar, quedaren a la deriva a bord del Fram entre 1893 i 1895, la teoria del mar polar obert quedà definitivament desacreditada.

## Desgel àrtic
Amb tot, estudis científics a la dècada del 2000 sobre l'escalfament global projecten que, a finals del segle xxi, el retrocés anual estival de la capa de gel polar podria deixar grans zones de l'oceà Àrtic com a aigües obertes, i un Àrtic lliure de gel sembla fins i tot probable abans del 2015 degut al canvi climàtic a l'Àrtic. Tot i que el Pol Nord podria mantenir-se gelat durant l'hivern, es podria desenvolupar un pas marí estacional navegable des d'Europa fins al Pacífic a través de la costa nord d'Àsia. Alguns casos de zones properes al Pol lliures de gel ja han estat descobertes.

## Publicacions
- Michael Robinson. The Coldest Crucible: Arctic Exploration and American Culture. Chicago, 2006
- Michael Robinson. "Reconsidering the Theory of the Open Polar Sea," a Extremes: Oceanography's Adventures at the Poles. Sagamore Beach MA, 2006
- Russell Potter. "The Open Polar Sea," a Encyclopedia of the Arctic. Routledge, 2004
- J. K. Wright. The Open Polar Sea, Human Nature in Geography. Cambridge MA, 1966